# 캔데이스 힐리고스

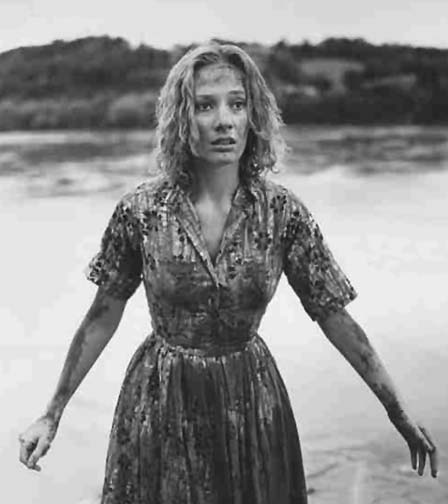

캔데이스 힐리고스(Candace Hilligoss, 1935년 8월 14일 ~ )는 미국의 연극 배우, 텔레비전 배우, 영화배우이다.
휴런에서 태어났다.

## 영화
- 살아 있는 시체의 저주 (1964년)
- 영혼의 카니발 (1962년) - 메리 헨리 역